# Restaurant DIN's
Restaurant DIN's var en restaurant, bar og café, der blev startet i 1987 og blev nedlagt i 1996. Den lå i Lille Kannikestræde i det indre København. I lokalerne blev førhen drevet en antik/marskandiserforretning af Torben Din, som herefter ombyggede lokalerne, til det som blev DIN's.
Restaurant DIN's var stedet, hvor standupcomedy startede i Danmark. En af de første komikere var Casper Christensen, som selv havde oplevet standupcomedy, mens han gik på high school i USA. Med Casper som trækplaster fik flere anerkendte komikere deres debut på scenen, heriblandt Jan Gintberg, Mette Lisby, Thomas Wivel, Lars Hjortshøj, Anders Matthesen, Omar Marzouk, Lasse Rimmer, Mick Øgendahl, Uffe Holm, Carsten Bang, Amin Jensen og Mette Frobenius, Onkel Dum & Bananerne, Gordon Kennedy og Timm Vladimir.[kilde mangler]
Der hvor Restaurant DIN's tidligere lå, ligger nu Den Glade Gris.